# كيث غريفين
كيث غريفين (بالإنجليزية: Keith Griffin)‏ هو لاعب كرة قدم أمريكية أمريكي، ولد في 26 أكتوبر 1961 في كولومبوس في الولايات المتحدة.

## وصلات خارجية
- كيث غريفين على موقع مرجع كرة القدم المحترفة.كوم (الإنجليزية)